# Ingenbohl
Ingenbohl é uma comuna da Suíça, no Cantão Schwyz, com cerca de 7.879 habitantes. Estende-se por uma área de 16,24 km², de densidade populacional de 485 hab/km². Confina com as seguintes comunas: Emmetten (NW), Gersau, Lauerz, Morschach, Seelisberg (UR), Svitto (Schwyz).
A língua oficial nesta comuna é o Alemão.

## Fracçoes

### Brunnen
Brunnen é a comunidade peça com a maioria dos moradores, mas a comuna quente Ingenbohl. O Estaçao de comuna quente Brunnen, mas reside em Ingenbohl. O gare fluvial reside em Brunnen.

### Ingenbohl
Ingenbohl é famoso por o mosteiro, localizado sobre o Caminho de Santiago e por a igreja Sâo Leonardo.

### Unterschönenbuch
Unterschönenbuch é a menor parte de a comuna de Ingenbohl.
Centro da aldeia fica a Capela de Sâo Wendelin.

### Wylen
Wylen é a avançado parte de Ingenbohl e é sobre uma colina.

## Transporto
Ingenbohl tem o um estaçao de SBB, quente Brunnen e um gare fluvial em Brunnen.